# Ratko Čolić
Ratko Čolić (Ub, 17 marzo 1917 – Belgrado, 30 ottobre 1999) è stato un calciatore jugoslavo, di ruolo difensore.

## Palmarès

### Club
- Campionato jugoslavo: 2

Partizan: 1946-1947, 1948-1949
- Coppa di Jugoslavia: 3

Partizan: 1946-1947, 1952, 1953-1954

### Nazionale
- Argento olimpico: 1

Helsinki 1952